# Eclipse solar

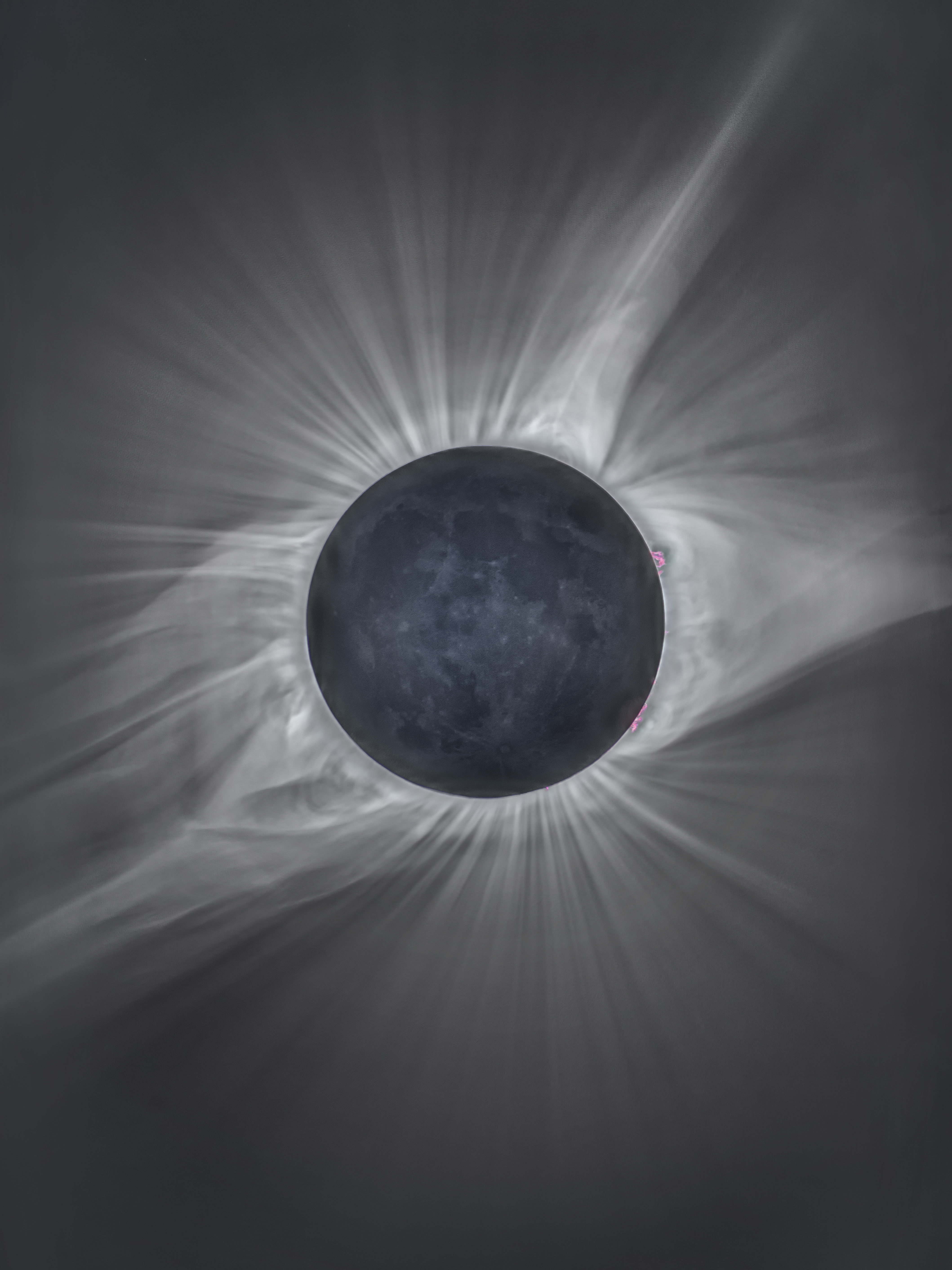
Eclipse solar de 21 de agosto de 2017, visto fora de Crowheart, Wyoming, Estados Unidos. A fotografia usa escalonamento de exposição (bracketing) para mostrar tanto a coroa solar como as características da superfície da Lua nova iluminada pelo brilho da Terra. Algumas proeminências solares são visíveis ao redor do limbo lunar

Um eclipse solar é um fenômeno que ocorre quando a Lua se interpõe entre a Terra e o Sol, ocultando total ou parcialmente a sua luz numa estreita faixa na superfície terrestre, cuja largura não ultrapassa 270 quilômetros.

## História

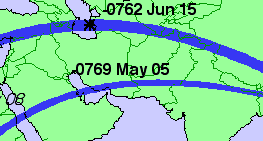
Caminho do eclipse total de descrito num texto assírio.

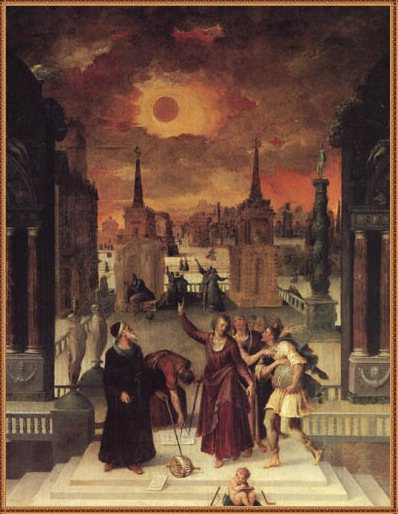
Astrônomos Estudando um Eclipse de Antoine Caron

Um eclipse duplo (solar e lunar) aconteceu 23 anos após a ascensão do Rei Sulgi, da Babilônia. Isso aconteceu em 9 de maio (eclipse solar) e 24 de maio (eclipse lunar) de 2 138 a.C.. Porém, tal identificação é menos aceita do que o eclipse de 730 a.C.. Em 4 de junho de 780 a.C., um eclipse solar foi registrado na China.
Heródoto escreveu que Tales de Mileto previu um eclipse que aconteceu após uma guerra entre o Império Medo e o Reino da Lídia. Soldados de ambos os lados abaixaram suas armas e declaram paz, após o eclipse. Exatamente que eclipse estava envolvido continua incerto, apesar do tema ter sido muito estudado por antigos e modernos estudiosos. Um provável candidato aconteceu em 28 de maio de 585 a.C., provavelmente perto do rio Hális, na moderna Turquia.
Em Odisseia, XIV, 151, Homero afirma que Ulisses vai voltar para casa para vingar-se dos pretendentes de Penélope, no ir da lua velha e chegar da nova. Mais tarde (XX, 356-357 e 390) Homero escreve que o sol desapareceu do céu e que uma aura maligna cobriu todas as coisas à hora da refeição do meio dia, durante a celebração da lua nova.
Um eclipse total do Sol foi visível da ilha grega de Ítaca no dia 16 de abril de 1 178 a.C.. Isso aconteceria seis anos após o fim da Guerra de Troia (tradicionalmente datado de 1 184 a.C.). Entretanto, de acordo com a Odisseia, isso ocorreu, supostamente, dez anos antes da guerra. Quando na antiguidade não sabiam o que era um eclipse, eles achavam que os deuses estavam furiosos.
Um eclipse solar ocorrido em 16 de junho de 763 a.C. mencionado num texto assírio é importante para a cronologia do Oriente antigo. A ocorrência de um eclipse anular do Sol ocorrido em Sárdis em 17 de fevereiro de 478 a.C., enquanto Xerxes partia para sua expedição contra a Grécia, como registrado por Heródoto (VII, 370) [Hind and Chambers, 1889: 323]), ainda que se considere que a data se refira a um século antes. Heródoto (livro IX, 10; livro VIII, 131; e livro IX, 1) relata que outro eclipse solar foi observado em Esparta no ano seguinte, em 1 de agosto de 477 a.C.. O céu repentinamente se escureceu, bem após as batalhas de Termópilas e Salamis, após a partida de Mardônio para a Tessália no início da primavera de 477 a.C. e seu segundo ataque a Atenas, após o retorno de Cleômbroto a Esparta. Note-se que as datas convencionais modernas são diferentes por um ou dois anos e que esses dois registros de eclipses têm sido ignorados até agora.
A fundação de Roma teve lugar 437 anos após a captura de Troia - ocorrida em 1 182 a.C. - de acordo com Veleio Patérculo (VIII, 5). Teve lugar pouco antes de um eclipse do Sol que foi observado em Roma em 25 de junho de 745 a.C., com magnitude de 50,3%.  Seu início ocorreu às 16h38min, seu auge foi às 17h28min e seu término às 18h16min. Varro pode ter usado a lista consular com seus erros, denominando o ano dos primeiros cônsules "245 a.u.c. (ab urbe condita)". Um novo estudo diz que a data varoniana foi superada. Sua correção não foi provada cientificamente, ainda que seu uso continue mundialmente.
De acordo como Lúcio Tarúcio Firmano, Rômulo foi concebido no 23.º dia do mês egípcio de Choiac, no momento de um eclipse total do sol. Este eclipse ocorreu em 15 de junho de 763 a.C., com magnitude de 62,5% em Roma. Seu início foi às 6h49min, seu auge às 7h47min e seu término às 8h51min. Ele nasceu no 21.º dia do mês de Thoth. O primeiro dia de Thoth caiu em 2 de março daquele ano (Prof. E. J. Bickerman, 1980: 115). Isto implica que a gravidez de Reia Sílvia durou 281 dias. Roma foi fundada no nono dia do mês de Pharmuthi, 21 de abril, como universalmente aceito. Os romanos consideravam que no tempo em que Rômulo começou a construir a cidade, um eclipse do Sol foi observado por Antímaco, o poeta de Teos, na Ásia Menor, no 30.º dia do mês lunar, onde o referido eclipse teve magnitude de 54,6%, começando às 17h49min e ainda ocorrendo durante o crepúsculo, às 19h20min. Rômulo sumiu no 54.º ano de sua vida, no Nones de Quintil (Julho), em um dia em que o Sol foi obscurecido. O dia tornou-se noite, no qual se deu um eclipse total do Sol. Isto ocorreu em 17 de julho de 709 a.C., com magnitude de 93,7%, iniciando-se às 5h04min e terminando às 6h57min. Todos estes dados foram calculados por Aurél Ponori-Thewrewk, diretor aposentado do Planetário de Budapeste. Plutarco situou-o no 37.º ano da fundação de Roma, no quinto dia do mês de julho, então denominado Quintilis, no "Caprotine Nones". Lívio (I, 21) também declara que Rômulo governou por 37 anos. Ele foi assassinado a mando do Senado ou desapareceu no 38.º ano de seu reino. Muitas destas informações foram registradas por Plutarco (Vidas de Rômulo, Numa Pompílio e Camilo), Floro (Livro I, I), Cícero (A República VI, 22: O sonho de Cipião), Dio Cassius e Dionísio de Halicarnasso (L. 2). Dio em sua História Romana (Livro I) confirma estes dados dizendo que Rômulo tinha 18 anos quando fundou Roma. Assim, três registros de eclipses confirmam que Rômulo reinou por volta de 746 a 709 a.C..

## Definição

Esquema comparativo do eclipse anular e do total

Há quatro tipos de eclipses solares:
- O eclipse solar parcial: somente uma parte do Sol é ocultada pelo disco lunar;
- O eclipse solar total: toda a luminosidade do Sol é escondida pela Lua;
- O eclipse anular, eclipse anelar ou eclipse em anel: um anel da luminosidade solar pode ser visto ao redor da Lua, o que é provocado pelo fato do vértice do cone de sombra da Lua não estar atingindo a superfície da Terra, o que pode acontecer se a Lua estiver próxima de seu apogeu. Isso é similar à ocorrência do eclipse penumbral da lua;

- O eclipse híbrido, quando a curvatura da Terra faz com que o eclipse seja observado como anular em alguns locais e total em outros. O eclipse total é visto nos pontos da superfície terrestre que estão ao longo do caminho do eclipse e estão fisicamente mais próximos à Lua, e podem, assim, serem atingidos pela umbra; outros locais, menos próximos da Lua devido à curvatura da Terra, caem na penumbra da lua, e enxergam um eclipse anular.

Eclipses solares podem ocorrer apenas durante a fase de Lua nova, por ser o período em que a Lua está posicionada entre a Terra e o Sol.

## Fases de um eclipse total
1. Desde o instante do primeiro contacto da Lua com o disco solar até o princípio da totalidade (chamado "o segundo contacto") serão necessários cerca de noventa minutos. Durante as fases parciais, na sombra de uma árvore, pode-se observar uma multitude de imagens do crescente do Sol no chão: as folhas entrecruzadas comportam-se como minúsculos buracos que deixam passar a luz de tal modo que as imagens do Sol se formam sobre o solo, como numa "câmara escura". A temperatura começa a baixar e a luminosidade também.
2. Nos dois minutos seguintes o espectáculo intensifica-se: Se o sítio de observação for elevado, pode ver-se uma coluna de sombra que se desloca rapidamente vinda de oeste, como se fosse uma trovoada a chegar: é a chegada da mancha de sombra a uma velocidade de 2 800 km/h.
3. A temperatura ambiente diminui em até 10 graus Celsius, podem aparecer ventos súbitos e os animais ficam perturbados.
4. No momento em que o último bocado do disco solar se prepara para desaparecer e a coroa vai começar a se ver, a luz ambiente desce bruscamente. Nesse instante, podem-se ver no chão as sombras voadoras - a luz projecta a turbulência da alta atmosfera e toda a paisagem se cobre de ondeados fugitivos como os que vemos no fundo das piscinas.
5. Alguns segundos antes da totalidade, o crescente solar transforma-se num fio fino de luz que se separa em pequenos bocados: os grãos de Baily - que recebem o seu nome daquele que escreveu sobre eles pela primeira vez em 1836. São causados pelo relevo da Lua, onde a luz do Sol ainda consegue passar entre as montanhas lunares.
6. No último segundo antes da totalidade observa-se o efeito "anel de diamante": são os últimos raios da fotosfera.
7. Vem então a fase da totalidade, em que a cromosfera e a coroa solar aparecem. A coroa, constituída por átomos ionizados a alta temperatura e por electrões que são ejectados pelo Sol no espaço interplanetário (vento solar), apresenta um grande número de estruturas que parecem jatos.
8. O céu fica de uma cor azul acinzentada, mas o horizonte mantém-se luminoso. Existe então uma luminosidade igual à de um crepúsculo. As estrelas mais brilhantes aparecem, assim como os planetas. É só nesta fase que a observação a olho nu é possível sem protecção ocular.

Eclipses do Sol acontecem quando a Lua alinha-se com o Sol e a Terra, mas devido à orbita elíptica da Lua, nem sempre o Sol é totalmente coberto pela Lua.
Um eclipse do Sol pode ser visto apenas em um ponto da Terra, que move-se devido à rotação da Terra e da translação da Lua. A distância da Lua em relação à Terra determina a quantidade de luz que é coberta do Sol, bem como a largura da penumbra e escuridão total (mais ou menos cem quilômetros). Essa largura estará no máximo se a Lua aparece no periélio, na qual a largura pode atingir até 270 quilômetros.
Eclipses totais do Sol são eventos relativamente raros. Apesar deles ocorrerem em algum lugar da Terra a cada dezoito meses, é estimado que eles recaem (isto é, duas vezes) em um dado lugar apenas a cada trezentos ou quatrocentos anos. Após um longo tempo esperando, o eclipse total do Sol dura apenas alguns minutos, dado que a umbra da Lua move-se para leste a mais de 1 700 km/h. Escuridão total não dura mais que 7 minutos e 40 segundos. A cada milênio ocorrem menos que 10 eclipses totais do Sol que ultrapassam mais de 7 min de duração. A última vez que isso aconteceu foi em 30 de junho de 1973, e a próxima  a acontecerá apenas em 25 de junho de 2150. Para os astrônomos, um eclipse total do Sol é uma rara oportunidade de observar a coroa solar (a camada externa do Sol). Normalmente, a coroa solar não é visível a olho nu devido ao fato que a fotosfera é muito mais brilhante do que a coroa solar.

## Observação
A melhor e mais segura maneira de se visualizar um eclipse do sol, ou algum outro evento solar (manchas), é via projeção indireta. Isso pode ser feito projetando-se uma imagem do sol em um anteparo branco (que pode ser uma folha de papel ou cartão, o chão, ou uma parede) utilizando um par de binóculos normais, com uma das lentes cobertas, um telescópio, ou um pedaço de cartão com um pequeno furo (que pode ser feito com uma agulha, de cerca de um milímetro de diâmetro). A imagem projetada do Sol, de uma dessas maneiras, pode ser olhada sem problemas.
Apesar de não recomendada, a observação direta do sol pode ser feita utilizando-se equipamentos apropriados, que deem garantia de segurança. Filtros para observação solar, feitos especialmente para visualização de eventos solares, podem normalmente ser adquiridos em museus, planetários, observatórios espaciais, e às vezes são distribuídos gratuitamente quando a data de um eclipse se aproxima, ou em alternativa, um filtro usado em capacetes de solda elétrica.
Outra opção é usar pedaço de vidro fumê com um grau de opacidade de 13 ou mais (14 é o recomendado). Óculos especiais ou vidro fumê podem ser usados também para proteger câmeras quando fotografando um eclipse solar.

### Perigo para os olhos
Há mitos que certas embalagens de plástico metalizado, chapas de raio-X, filmes fotográficos sobrepostos, vidros sobre os quais foi aplicada a chama de uma vela, óculos escuros e CDs podem ser usados para ver um eclipse solar com segurança. Isto não é verdade, pois apesar de esses materiais poderem reduzir a iluminação a um nível tolerável, eles não oferecem nenhuma proteção contra a radiação ultravioleta invisível, que pode causar sérios danos à retina.
- Óculos escuros não oferecem proteção suficiente para se observar um eclipse solar, e não devem ser utilizados para essa finalidade. Isso inclui óculos de polaridade cruzada (aqueles utilizados para visualização de imagens em três dimensões), que não constituem um filtro completo, ao contrário do que algumas fontes afirmam.
- Alguns filtros, como filmes fotográficos, não bloqueiam todas as radiações presentes na luz solar, deixando passar a radiação infravermelha e/ou ultravioleta. O bloqueio da luz visível faz as pupilas dilatarem, permitindo a entrada de mais radiação e podendo causar tanto ou mais dano que a observação a olho nu.

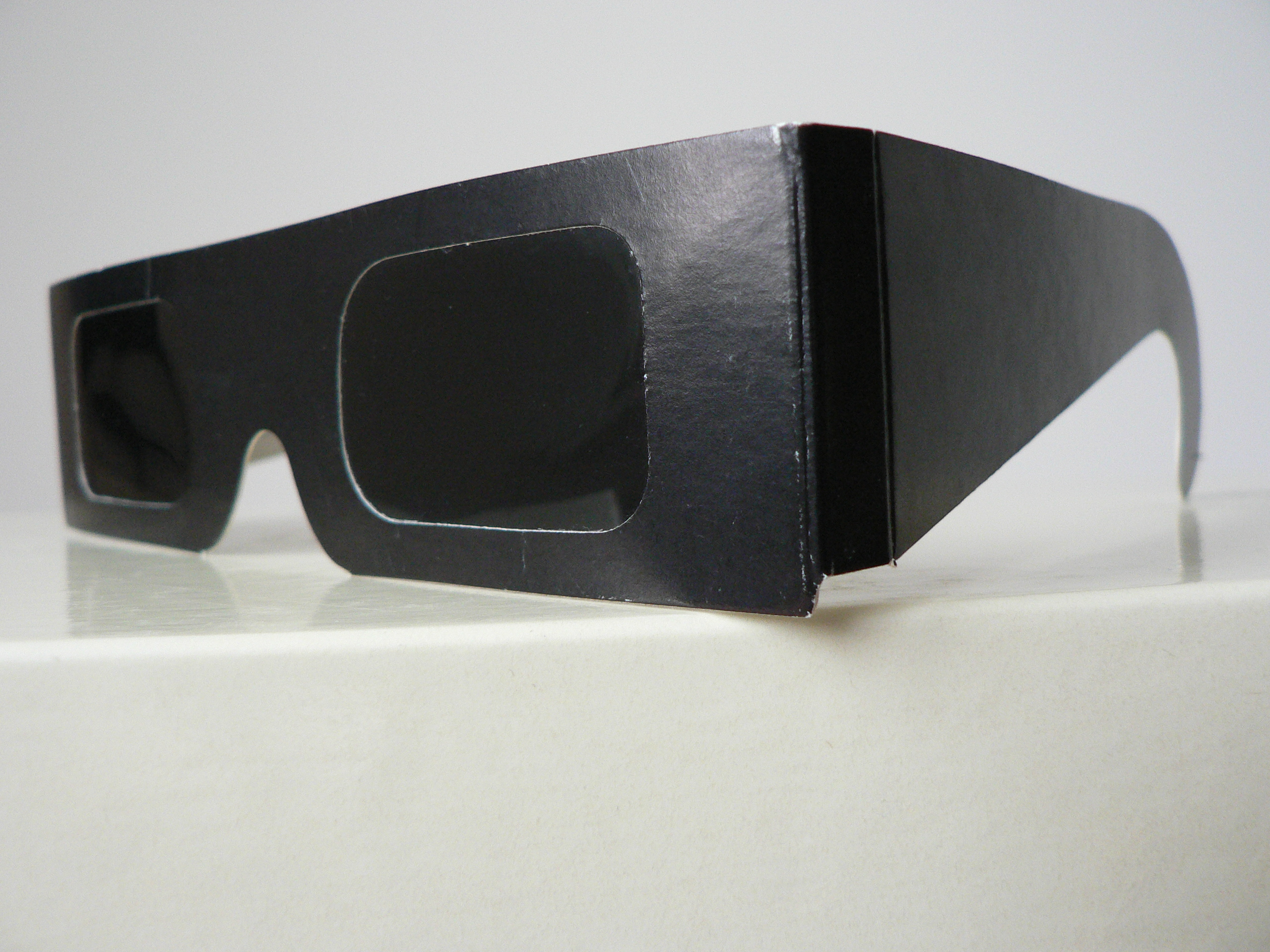
Óculos especial de observação de eclipses

- Se um método direto de olhar o eclipse é escolhido (e usando adequado equipamento de segurança), uma regra de bom senso é limitar o tempo gasto em olhar diretamente ao Sol, de preferência, a não mais do que vinte segundos por vez, com pelo menos trinta segundos de pausa entre diretas observações. Isso diminui a possibilidade de dano aos olhos (em especial, a retina), que existe mesmo usando equipamento de segurança.
- Ironicamente, o maior perigo está no período de máxima escuridão (95% ou mais). Isso acontece devido à falta de luz (quatro vezes menos que o brilho de uma lua cheia), fazendo a pupila dilatar-se, deixando que mais luz passe. Infelizmente, é justamente nesse período que a coroa solar se torna visível aos olhos, cujo repentino brilho pode causar dano imediato e irreversível à retina.

### Campanhas especiais de observação

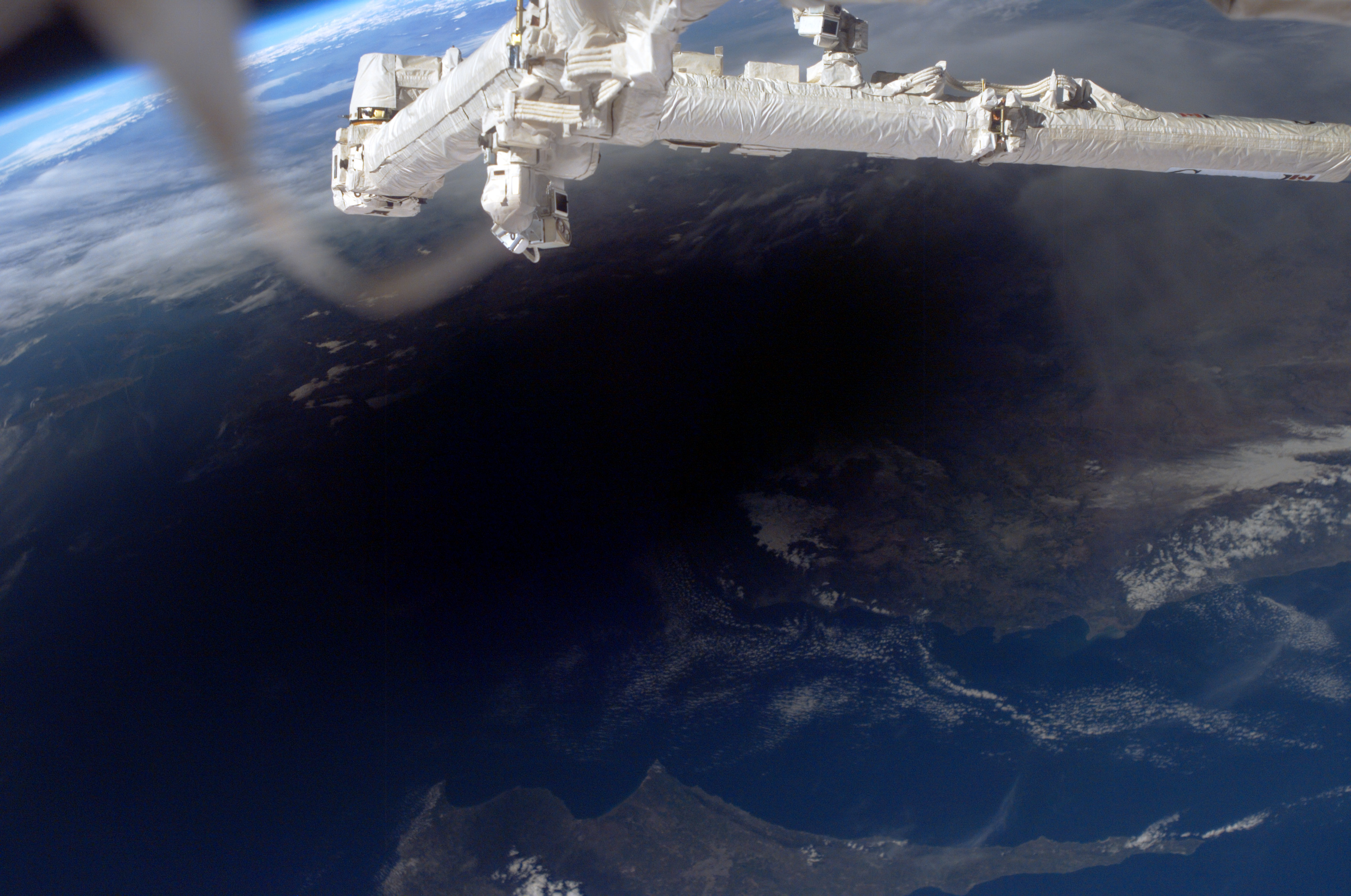
Eclipse visto da ISS

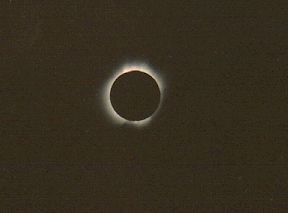
Eclipse total de 11 de julho de 1991 teve fase de totalidade sobre a região amazônica do Brasil

- 30 de maio de 1965: Lançamento de foguetes em Charlestown, ilha de Rodes, EUA
- 30 de maio de 1966: Lançamento de foguetes em Cáristo, Grécia, para observar o eclipse
- 12 de novembro de 1966: Lançamento de dois foguetes Titus, em Las Palmas, Argentina
- 26 de fevereiro de 1979: Lançamento de foguetes em Red Lake, Canadá
- 16 de fevereiro de 1980: Lançamento de foguetes em Centro espacial Luigi Broglio

### Cálculo da data
Sabendo-se o dia e a hora de um eclipse solar, é possível prever outros eclipses usando o ciclo de eclipses. Dois ciclos de eclipse bem conhecidos são os de Saros e o de Inex. O de Saros é provavelmente o melhor e mais conhecido ciclo de eclipses. O ciclo Inex é por si próprio um ciclo pobre, mas é bastante conveniente na classificação dos eclipses solares. Após o término de um ciclo de Saros, um novo Saros começa um Inex depois (daí esse nome: in-ex).

## Outros tipos

### Planeta
Em princípio, a ocorrência simultânea de um eclipse solar causado pela Lua e um trânsito de um planeta (Mercúrio ou Vênus) é plausível. Mas tais eventos são extremamente raros. Estima-se que o próximo evento deste tipo acontecerá em 5 de julho de 6757, com um eclipse solar e um Trânsito de Mercúrio, e de outro eclipse solar simultâneo com um Trânsito de Vênus em 15 de abril de 15232.
Apenas cinco horas após um trânsito Vênus em 4 de junho de 1769 houve um eclipse total do Sol que foi visível na América do Norte, Europa e o norte da Ásia. O tempo entre os dois eclipses é o menor já registrado, entre dois eclipses causados um pela Lua e outro por um planeta.

### Satélites artificiais
Os  Satélites artificiais ou as estações espaciais, estão sujeitos a maior número de eclipses do Sol do que a Terra. Entretanto, tais eventos próximos as grandes massa como o sol, são pouco explorados pelos astrofísicos, face já existir uma confirmação e modelos matemáticos para o desvio de um raio de luz que passa em rente ao Sol.